# Acacia trudgeniana
Acacia trudgeniana är en ärtväxtart som beskrevs av Bruce R. Maslin. Acacia trudgeniana ingår i släktet akacior, och familjen ärtväxter. Inga underarter finns listade i Catalogue of Life.